# The Masked Singer/Staffel 9

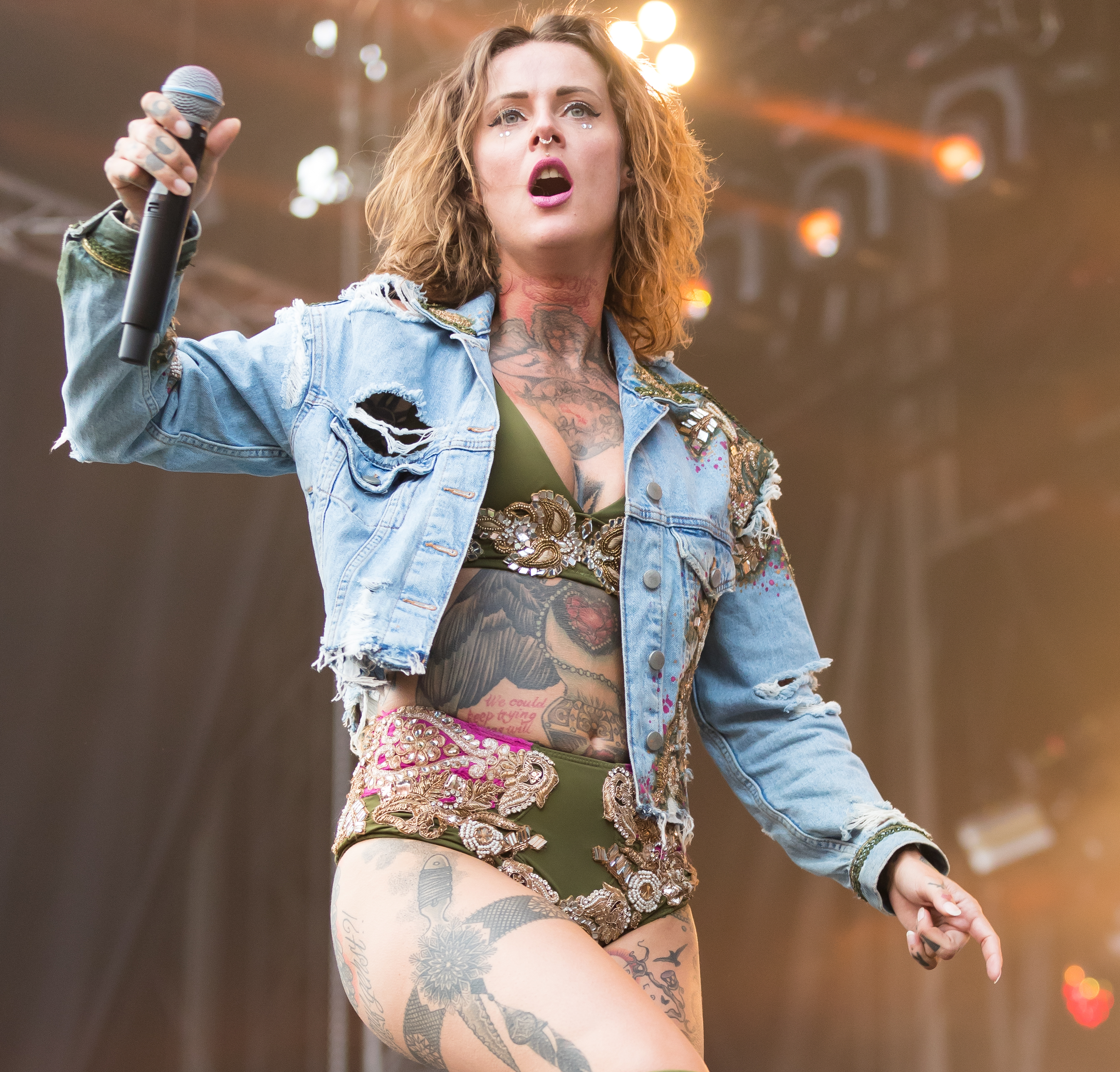
Jennifer Weist, Siegerin der neunten Staffel

Die neunte Staffel von The Masked Singer wurde vom 18. November bis zum 23. Dezember 2023 auf ProSieben ausgestrahlt.
Vorab wurden lediglich die Termine der ersten beiden Folgen sowie Moderator Matthias Opdenhövel bekanntgegeben. Eine Woche vorher, am 11. November 2023, wurden außerdem die beiden vorerst ständigen Mitglieder des Rateteams, Ruth Moschner und Álvaro Soler, bekanntgegeben.
Die zweite Ausgabe der neunten Staffel war ursprünglich für den 25. November 2023 geplant, wurde aber wegen des Abschieds von Thomas Gottschalk als Moderator der ZDF-Show Wetten, dass..? auf den 26. November 2023 verschoben.

## Rateteam
| Folge | Ständige Mitglieder | Ständige Mitglieder | Gastmitglieder       | Gastmitglieder       |
| ----- | ------------------- | ------------------- | -------------------- | -------------------- |
| 1     | Ruth Moschner       | Álvaro Soler        | Jenke von Wilmsdorff | Jenke von Wilmsdorff |
| 2     | Ruth Moschner       | Álvaro Soler        | Heiner Lauterbach    | Heiner Lauterbach    |
| 3     | Ruth Moschner       | Álvaro Soler        | Alec Völkel          | Sascha Vollmer       |
| 4     | Ruth Moschner       | Rick Kavanian       | Carolin Kebekus      | David Kebekus        |
| 5     | Ruth Moschner       | Rick Kavanian       | Rea Garvey           | Rea Garvey           |
| 6     | Ruth Moschner       | Rick Kavanian       | Judith Williams      | Judith Williams      |

## Teilnehmer
| Platz | Kostüm         | Person               | Bekannt als                     | Aus in Folge | Quelle |
| ----- | -------------- | -------------------- | ------------------------------- | ------------ | ------ |
| 1     | Eisprinzessin  | Jennifer Weist       | Musikerin                       | 6            | [ 4 ]  |
| 2     | Lulatsch       | Pasquale Aleardi     | Schauspieler, Musiker           | 6            | [ 5 ]  |
| 3     | Mustang        | Hendrik Duryn        | Schauspieler                    | 6            | [ 6 ]  |
| 4     | Troll          | Mieze Katz           | Sängerin                        | 6            | [ 6 ]  |
| 5     | 0Klaus Claus 9 | Tim Bendzko          | Sänger                          | 5            | [ 7 ]  |
| 6     | Kiwi           | Uwe Ochsenknecht     | Schauspieler, Sänger            | 4            | [ 8 ]  |
| 7     | Marsmaus       | Jenke von Wilmsdorff | Fernsehjournalist, Schauspieler | 3            | [ 9 ]  |
| 8     | Feuerlöscher   | Eva Padberg          | Model, Sängerin                 | 2            | [ 10 ] |
| 9     | Okapi          | Katja Ebstein        | Sängerin                        | 1            | [ 11 ] |

## Folgen
|   | Kostüm        | Lied, Originalinterpret                           | Ergebnis      | Live-Indiz                                    | Tresor-Indiz |
| - | ------------- | ------------------------------------------------- | ------------- | --------------------------------------------- | ------------ |
| 1 | Eisprinzessin | Jar of Hearts – Christina Perri                   | Vielleicht    | Schneeflocken-Mobile, durchgestrichener Stern |              |
| 2 | Feuerlöscher  | The Heat Is On – Glenn Frey                       | Vielleicht    |                                               |              |
| 3 | Mustang       | Eye of the Tiger – Survivor                       | Gewonnen      |                                               |              |
| 4 | Kiwi          | Love Is in the Air – John Paul Young              | Gewonnen      |                                               |              |
|   |               |                                                   |               |                                               |              |
| 5 | Klaus Claus   | Love Runs Out – OneRepublic                       | Gewonnen      |                                               |              |
| 6 | Lulatsch      | I Want You Back – The Jackson Five                | Vielleicht    |                                               |              |
| 7 | 00Marsmaus 1  | –                                                 | –             |                                               |              |
| 8 | Okapi         | Iko Iko – James „Sugar Boy“ Crawford, Lloyd Price | Ausgeschieden | Freiheitsstatue, rot angemalt                 |              |
| 9 | Troll         | The Scientist – Coldplay                          | Gewonnen      |                                               |              |

|   | Kostüm        | Lied, Originalinterpret                         | Ergebnis      | Tresor-Indiz |
| - | ------------- | ----------------------------------------------- | ------------- | ------------ |
| 1 | Kiwi          | She’s Like the Wind – Patrick Swayze            | Gewonnen      |              |
| 2 | Feuerlöscher  | I Love It – Icona Pop                           | Ausgeschieden |              |
| 3 | Troll         | No Limit – 2 Unlimited / Adiemus – Adiemus      | Gewonnen      |              |
| 4 | Lulatsch      | U Can’t Touch This – MC Hammer                  | Vielleicht    |              |
|   |               |                                                 |               |              |
| 5 | Mustang       | I Still Haven’t Found What I’m Looking For – U2 | Vielleicht    |              |
| 6 | Klaus Claus   | It Wasn’t Me – Shaggy feat. Rikrok              | Gewonnen      |              |
| 7 | Marsmaus      | Uptown Funk – Mark Ronson feat. Bruno Mars      | Vielleicht    | blaue Ananas |
| 8 | Eisprinzessin | Unstoppable – Sia                               | Gewonnen      |              |

|   | Kostüm        | Lied, Originalinterpret                                                                             | Gemeinschaftssong                                                 | Ergebnis      | Tresor-Indiz     |
| - | ------------- | --------------------------------------------------------------------------------------------------- | ----------------------------------------------------------------- | ------------- | ---------------- |
| 1 | Eisprinzessin | Do You Want to Build a Snowman? – Kristen Bell, Agatha Lee Monn, Katie Lopez im Film Die Eiskönigin | Love Again – Dua Lipa                                             | Vielleicht    |                  |
| 2 | Klaus Claus   | Run Rudolph Run – Chuck Berry / Johnny B. Goode – Chuck Berry, Johnnie Johnson                      | Love Again – Dua Lipa                                             | Gewonnen      |                  |
|   |               | |                                                                   |               |                  |
| 3 | Marsmaus      | Let Me Entertain You – Robbie Williams                                                              | Tearin’ Up My Heart – *NSYNC / Jingle Bells – James Lord Pierpont | Ausgeschieden |                  |
| 4 | Lulatsch      | Se bastasse una canzone – Eros Ramazzotti                                                           | Tearin’ Up My Heart – *NSYNC / Jingle Bells – James Lord Pierpont | Gewonnen      | rot-weißer Lolli |
| 5 | Mustang       | Whatever It Takes – Imagine Dragons                                                                 | Tearin’ Up My Heart – *NSYNC / Jingle Bells – James Lord Pierpont | Vielleicht    |                  |
|   |               | |                                                                   |               |                  |
| 6 | Kiwi          | Danger Zone – Kenny Loggins                                                                         | Count on Me – Bruno Mars                                          | Vielleicht    |                  |
| 7 | Troll         | History Repeating – Propellerheads                                                                  | Count on Me – Bruno Mars                                          | Gewonnen      |                  |

|   | Kostüm        | Lied, Originalinterpret                                    | Gemeinschaftssong                                 | Ergebnis      | Tresor-Indiz |
| - | ------------- | ---------------------------------------------------------- | ------------------------------------------------- | ------------- | ------------ |
| 1 | Klaus Claus   | Mercy – Shawn Mendes                                       | Falling Slowly – Glen Hansard, Markéta Irglová    | Gewonnen      |              |
| 2 | Troll         | When Love Takes Over – David Guetta feat. Kelly Rowland    | Falling Slowly – Glen Hansard, Markéta Irglová    | Vielleicht    |              |
|   |               |                                                            |                                                   |               |              |
| 3 | Kiwi          | Rebel Yell – Billy Idol                                    | All Summer Long – Kid Rock                        | Ausgeschieden |              |
| 4 | Mustang       | Ain’t That a Kick in the Head – Dean Martin, Nelson Riddle | All Summer Long – Kid Rock                        | Gewonnen      |              |
|   |               |                                                            |                                                   |               |              |
| 5 | Lulatsch      | Ich liebe das Leben (viersprachig) – Vicky Leandros        | Somethin’ Stupid – Robbie Williams, Nicole Kidman | Vielleicht    | Murmeltier   |
| 6 | Eisprinzessin | Euphoria – Loreen                                          | Somethin’ Stupid – Robbie Williams, Nicole Kidman | Gewonnen      |              |

|          | Kostüm        | Lied, Originalinterpret                                                                                 | Ergebnis      | Tresor-Indiz    |
| -------- | ------------- | --- | ------------- | --------------- |
| 1        | Klaus Claus   | Stronger (What Doesn’t Kill You) – Kelly Clarkson                                                       | Vielleicht    |                 |
| 2        | Lulatsch      | Blue (Da Ba Dee) – Eiffel 65 (Text und Musik) / I’m Good (Blue) – David Guetta feat. Bebe Rexha (Musik) | Vielleicht    |                 |
| 3        | Eisprinzessin | Hallelujah – Leonard Cohen                                                                              | Gewonnen      |                 |
|          |               | |               |                 |
| 4        | Mustang       | Footloose – Kenny Loggins                                                                               | Vielleicht    |                 |
| 5        | Troll         | Hijo de la luna – Mecano                                                                                | Gewonnen      |                 |
| Sing-Off |               | |               |                 |
| 6        | Klaus Claus   | Let It Snow! Let It Snow! Let It Snow! – Dean Martin                                                    | Ausgeschieden |                 |
| 7        | Lulatsch      | With a Little Help from My Friends – Joe Cocker                                                         | Gewonnen      |                 |
| 8        | Mustang       | Paradise City – Guns n’ Roses / Driving Home for Christmas – Chris Rea                                  | Gewonnen      | verzierter Helm |

| Alle Teilnehmer der Staffel und Luca Hänni als Schuhschnabel: All I Want for Christmas Is You – Mariah Carey | Alle Teilnehmer der Staffel und Luca Hänni als Schuhschnabel: All I Want for Christmas Is You – Mariah Carey | Alle Teilnehmer der Staffel und Luca Hänni als Schuhschnabel: All I Want for Christmas Is You – Mariah Carey | Alle Teilnehmer der Staffel und Luca Hänni als Schuhschnabel: All I Want for Christmas Is You – Mariah Carey |                                                              |
| | Kostüm | Lied, Originalinterpret                                                                                      | Ergebnis |                                                              |
| Runde 1 | Runde 1 | Runde 1 | Runde 1 |                                                              |
| --- | --- | --- | --- | ------------------------------------------------------------ |
| 1 | Lulatsch | Celebration – Kool & the Gang                                                                                | Gewonnen |                                                              |
| 2 | Eisprinzessin                                                                                                | Hero – Mariah Carey                                                                                          | Gewonnen |                                                              |
| 3 | Troll | Rolling in the Deep – Adele                                                                                  | Ausgeschieden                                                                                                |                                                              |
| 4 | Mustang | Skin – Rag ’n’ Bone Man                                                                                      | Gewonnen |                                                              |
| Runde 2, jeweils im Duett mit Luca Hänni als Schuhschnabel                                                   | Runde 2, jeweils im Duett mit Luca Hänni als Schuhschnabel                                                   | Runde 2, jeweils im Duett mit Luca Hänni als Schuhschnabel                                                   | Runde 2, jeweils im Duett mit Luca Hänni als Schuhschnabel                                                   | Indizien-Gegenstand                                          |
| 5 | Lulatsch | Carol of the Bells – Mykola Leontowytsch (nur Melodie; eigener Text) / That’s Amore – Dean Martin            | Gewonnen | Plakat „Teufelskerl“, Bingo-Spiel, Liedblatt mit Noten       |
| 6 | Eisprinzessin                                                                                                | Underneath the Tree – Kelly Clarkson                                                                         | Gewonnen | Verkehrsschild-Collage („No Hugs“, „No Kisses“); Feigenblatt |
| 7 | Mustang | Thank God It’s Christmas – Queen                                                                             | Ausgeschieden                                                                                                | Plakat „Sport News“, Skibrille                               |
| Runde 3 | Runde 3 | Runde 3 | Runde 3 | Tresor-Indiz                                                 |
| 8 | Lulatsch | Se bastasse una canzone – Eros Ramazzotti                                                                    | Ausgeschieden                                                                                                | Filmklappe mit der Aufschrift „HA SF“                        |
| 9 | Eisprinzessin                                                                                                | Euphoria – Loreen                                                                                            | Gewonnen | Eisprinzessin vs. 2008                                       |
| Luca Hänni als Schuhschnabel: With or Without You – U2                                                       | | | |                                                              |

## Zwischenfall in Folge 2
Während der ersten Performance in Folge 2 verrutschte, augenscheinlich ausgelöst durch den Einsatz einer Windmaschine, kurzzeitig die Maske des Kiwis, wobei kurz auch ein Gesicht zu sehen war. Der Vorfall wurde zunächst in der laufenden Sendung nicht thematisiert. Jedoch kursierten in sozialen Netzwerken alsbald Screenshots der Sequenz. Trotz der Panne wurde der Kiwi direkt in die nächste Runde gewählt. Erst in der folgenden Sendung bezog Moderator Opdenhövel Stellung: 

„Wir haben Security noch und nöcher, wir haben Sichtschutzwände, wir haben getönte Scheiben, wir haben überall Kameras, Satelliten und sorgen in jeder Sekunde dieser sechs Wochen dafür, dass niemand die Prominenten vorher erkennt. Und dann fliegt während eines Auftritts dem Kiwi einfach die Mütze vom Kopf.“

 Beim Auftritt des Kiwis in Folge 3 wurde ironisch auf den Vorfall Bezug genommen, indem dem Kostüm zwei große Sicherheitsnadeln hinzugefügt wurden. Der Kiwi wurde abermals eine Runde weiter gewählt. Zu Beginn von Folge 4 machte Opdenhövel erneut Andeutungen, dass zwei Folgen vorher bestimmte Dinge passiert seien und auch während der Sendung wurde mehrfach augenzwinkernd darauf eingegangen. Am Ende der vierten Folge wurde der Kiwi als Uwe Ochsenknecht enttarnt und er reflektierte gemeinsam mit Moderator Matthias Opdenhövel und der Jury die Ereignisse aus der zweiten Folge. Dabei stellte Uwe Ochsenknecht klar, dass die Maske nicht durch die Windmaschine, sondern durch einen Tänzer von seinem Kopf gezogen wurde. Es war geplant, dass dem Kiwi das Basecap vom Kopf gezogen wird. Da es sich nicht wie geplant entfernen ließ, wurde durch einen erhöhten Kraftaufwand auch die Maske ein Stück hochgezogen.

## Einschaltquoten
| Folge | Datum             | Zuschauer | Zuschauer       | Marktanteil | Marktanteil     | Quelle |
| Folge | Datum             | Gesamt    | 14 bis 49 Jahre | Gesamt      | 14 bis 49 Jahre | Quelle |
| ----- | ----------------- | --------- | --------------- | ----------- | --------------- | ------ |
| 1     | 18. November 2023 | 1,79 Mio. | 0,73 Mio.       | 7,1 %       | 13,0 %          | [ 14 ] |
| 2     | 26. November 2023 | 1,70 Mio. | 0,73 Mio.       | 6,7 %       | 12,2 %          | [ 15 ] |
| 3     | 2. Dezember 2023  | 1,57 Mio. | 0,65 Mio.       | 6,7 %       | 13,0 %          | [ 16 ] |
| 4     | 9. Dezember 2023  | 1,59 Mio. | 0,61 Mio.       | 6,8 %       | 11,9 %          | [ 17 ] |
| 5     | 16. Dezember 2023 | 1,53 Mio. | 0,64 Mio.       | 6,5 %       | 13,2 %          | [ 18 ] |
| 6     | 23. Dezember 2023 | 1,68 Mio. | 0,69 Mio.       | 7,0 %       | 13,6 %          | [ 19 ] |
| ø     | ø                 | 1,64 Mio. | 0,68 Mio.       | 6,8 %       | 12,8 %          | –      |